# بدون هیچ سخنی
بدون هیچ سخنی (به هندی: Nishabd) فیلمی محصول سال ۲۰۰۷ و به کارگردانی رام گوپال وارما است. در این فیلم بازیگرانی همچون آمیتاب باچان، جیا خان، آفتاب شیودسانی، رواتهی ایفای نقش کرده‌اند.